# Ponte di Pian dell'Isola
Il ponte di Pian dell'Isola prende il nome dall'omonima località nelle vicinanze ed attraversa l'Arno nei pressi delle località di Leccio e Santa Maria Maddalena, fra i comuni di Reggello e Figline e Incisa Valdarno. 

## Storia
Anche se è in prossimità di guado antichissimo, il Vadum medianum, è molto recente e la sua costruzione risale agli anni ottanta. Iniziato nel 1985, è stato inaugurato nel corso del 1988.

### Rischi idraulici
Una relazione del 2017 ha avanzato dubbi sulla tenuta del ponte in caso di piene eccezionali e ha evidenziato la sua interferenza con i livelli idraulici del fiume.

## Adeguamento del ponte
Accantonata l'ipotesi di costruire un nuovo ponte sull'Arno, la Regione Toscana ha deciso di risolvere il rischio idrogeologico in essere intervenendo sulla struttura già esistente e ha disposto interventi di adeguamento del ponte. L'intervento si è reso necessario perché gli studi idraulici per le casse di espansione hanno evidenziato che l’impalcato originale del ponte è interessato dai livelli di piena duecentennale, motivo per il quale, oltre alla sicurezza statica del ponte stesso, è stato necessario provvederne all’adeguamento. I lavori sono iniziati nel corso del 2022.
La struttura verrà alzata rispetto all'attuale distanza dal letto del fiume e, per quanto riguarda l’impalcato, viene mantenuto quello esistente prevedendo l’allargamento della piattaforma da 12 a circa 16 m in modo da ospitare due nuovi marciapiedi ciclopedonali. Il percorso a fianco delle corsie di marcia verrà destinato al transito dei pedoni.

## Idrometro e pluviometro
La struttura ospita una stazione fissa per la misurazione delle piene del fiume Arno,  con due sensori a valle e a monte del ponte.

## Viabilità
La sua funzione è legata al suo ruolo di supporto tra il casello di Incisa, la strada regionale 69 e la viabilità locale, in particolar modo quella a servizio delle aree industriali e commerciali di Rignano sull'Arno e Santa Maria Maddalena sviluppatesi nella pianura del Pian dell'Isola. Funge anche da collegamento al Polo Lionello Bonfanti in località Burchio.
Dal 2008 è tornato ad essere il passaggio obbligatorio per i mezzi pesanti che non possono attraversare il ponte di Rignano sull'Arno per raggiungere l'omonimo capoluogo. Da settembre 2021 fa parte del percorso della nuova SP 89 Bis del Pian dell'Isola.